# Championnat de France de rugby à XIII 2009-2010
Navigation
Édition précédente Édition suivante
Le Championnat de France de rugby à XIII 2009-10  ou Élite 1 2009-2010est la 72e édition de la plus importante compétition de rugby à XIII en France. Le calendrier de la compétition s'étend du 4 octobre 2009 au 30 mai 2010.
Organisé sous l'égide de la Fédération française de rugby à XIII, le championnat est composé de neuf équipes à la suite du retrait du Lyon-Villeurbanne Rhône XIII en seconde division. Les équipes se rencontrent lors d'une phase de saison régulière où s'affrontent sur deux rencontres chacune des équipes. Cette phase détermine l'ordre des qualifiés pour la phase finale à élimination directe pour se ponctuer par une finale en match unique le 30 mai 2010. Pour les équipes participantes, le championnat est entrecoupé par la Coupe de France.
Par ailleurs, deux clubs français disputent le Championnat d'Angleterre, d'une part les Dragons Catalans en Super League et d'autre part le Toulouse olympique XIII en Championship.
Double tenant du titre et favori, le F.C. Lézignan remporte la saison régulière puis confirme en phase finale en s'imposant en finale 33-22 au Stade Yves-du-Manoir de Montpellier devant près de 7 000 spectateurs contre le S.M. Pia. Il s'agit du sixième titre de Championnat de l'histoire du club lézignanais après 1961, 1963, 1978, 2008 et 2009.

## Liste des équipes en compétition
| \| RC Carpentras SO Avignon AS Carcassonne FC Lézignan XIII Limouxin Saint-Estève XIII catalan RC Saint-Gaudens Villeneuve RL SM Pia \| Clubs évoluant dans le Championnat de France en 2009-2010. |
| RC Carpentras SO Avignon AS Carcassonne FC Lézignan XIII Limouxin Saint-Estève XIII catalan RC Saint-Gaudens Villeneuve RL SM Pia                                                                  |

## Classement de la phase régulière
| Rang | Club                      | J  | V  | N | D  | Pm  | Pe  | Diff | Pts |
| ---- | ------------------------- | -- | -- | - | -- | --- | --- | ---- | --- |
| 1    | F.C. Lézignan (T)         | 16 | 14 | 0 | 2  | 588 | 353 | +235 | 44  |
| 2    | A.S. Carcassonne          | 16 | 11 | 0 | 5  | 500 | 325 | +175 | 38  |
| 3    | XIII Limouxin             | 16 | 10 | 0 | 6  | 469 | 329 | +140 | 36  |
| 4    | S.M. Pia                  | 16 | 10 | 0 | 6  | 500 | 386 | +114 | 36  |
| 5    | Saint-Estève XIII Catalan | 16 | 8  | 0 | 8  | 454 | 374 | +80  | 32  |
| 6    | R.C. Carpentras           | 16 | 8  | 0 | 8  | 456 | 440 | +16  | 32  |
| 7    | Villeneuve R.L.           | 16 | 6  | 1 | 9  | 372 | 446 | -74  | 29  |
| 8    | S.O. Avignon              | 16 | 3  | 1 | 12 | 332 | 602 | -270 | 23  |
| 8    | R.C. Saint-Gaudens        | 16 | 1  | 0 | 15 | 232 | 648 | -416 | 18  |

## Phase finale
|          | Play-off 1 | Play-off 1                      | Play-off 1 |                                                                                                |  | Play-off 2 | Play-off 2       | Play-off 2  |  |  | Petite finale    | Petite finale |  |  | Finale                    | Finale                    |
|          |            |                                 |            |                                                                                                |  |            |                  |             |  |  |                  |               |  |  |                           |                           |
|          |            |                                 |            |                                                                                                |  |            | 16 mai 2010      |             |  |  |                  |               |  |  |                           |                           |
|          |            |                                 |            |                                                                                                |  | 1          | F.C. Lézignan    | 54          |  |  |                  |               |  |  |                           |                           |
|          |            |                                 |            |                                                                                                |  |            | A.S. Carcassonne | 12          |  |  |                  |               |  |  | 30 mai 2010 à Montpellier | 30 mai 2010 à Montpellier |
|          |            |                                 |            |                                                                                                |  |            |                  |             |  |  |                  |               |  |  | F.C. Lézignan             | 33                        |
|          |            | 8 mai 2010                      | 8 mai 2010 |                                                                                                |  |            |                  |             |  |  | 22 mai 2010      | 22 mai 2010   |  |  | S.M. Pia                  | 22                        |
|          | 2          | A.S. Carcassonne                | 31         |                                                                                                |  |            |                  |             |  |  | A.S. Carcassonne | 16            |  |  |                           |                           |
|          | 3          | XIII Limouxin                   | 10         |                                                                                                |  |            | 16 mai 2010      | 16 mai 2010 |  |  | S.M. Pia         | 17            |  |  |                           |                           |
|          |            |                                 |            |                                                                                                |  |            | XIII Limouxin    | 20          |  |  |                  |               |  |  |                           |                           |
|          |            | 9 mai 2010                      | 9 mai 2010 |                                                                                                |  |            | S.M. Pia         | 38          |  |  |                  |               |  |  |                           |                           |
|          | 4          | S.M. Pia                        | 25         |                                                                                                |  |            |                  |             |  |  |                  |               |  |  |                           |                           |
|          | 5          | St-Estève XIII Catalan          | 24         |                                                                                                |  |            |                  |             |  |  |                  |               |  |  |                           |                           |
|          |            |                                 |            | \| Légende: \| \| Progression de l'équipe défaite \| \| Progression de l'équipe victorieuse \| |  |            |                  |             |  |  |                  |               |  |  |                           |                           |
| Légende: |            | Progression de l'équipe défaite |            | Progression de l'équipe victorieuse                                                            |  |            |                  |             |  |  |                  |               |  |  |                           |                           |

## Finale (30 mai 2010)
(mt : 10 - 6)
Points marqués : 
- Lézignan : 5 essais de Bringuier (15e), Wynne (44e), Piquemal (53e), Bousquet (66e) et Dugan (72e) ; 4 transformations de Tribillac (15e), Munoz (44e et 53e) et Wynne (72e) ; 2 pénalités de Tribillac (28e) et Munoz (39e) ; 1 drop de Wynne (64e)
- Pia: 4 essais de Gimenez (14e), Calégari (47e), Carrère (70e) et N. Djalout (76e) ; 3 transformations de Cerméno (14e, 70e, 73e).

Homme du match : 
Évolution du score : 0-6, 6-6, 8-6, 10-6/16-6, 16-10, 22-10, 23-10, 27-10, 27-16, 33-16, 33-22.
Arbitre : Mohamed Drizza (Provence)
Spectateurs : 6 612
Composition des équipes :
- Lézignan : Tony Duggan - Olivier Janzac, Mickaël Tribillac, Florian Quintilla, Nicolas Piquemal - Damian Quinn (o), James Wynne (m) - Franck Rovira, Cédric Lacans,  Chris Beattie, Charly Clottes, Philippe Laurent, David Romero - Nicolas Munoz, Pierre Nègre, Cédric Bringuier, Julian Bousquet  - Entraîneur :
- Pia : Jared Taylor - Grégory Gimenez, Mohamed Djalout, Frédéric Cermeno, Christophe Calegari- Maxime Grésèque (o), Anthony Carrère (m) - Robert Worsley, John Boudebza, Jean-Hugues Genis, Nabil Djalout, Neale Wyatt, Matthias Garrabé - Webb, Unaloto Lamelangi, Guillaume Knecht, Marc Janicot - Entraîneur : Benoît Albert

## Statistiques de la phase régulière

### Meilleurs réalisateurs
| Rang | Joueur           | Pays      | Club                      | Poste            | Points |
| 1    | Philip Ramage    | Australie | XIII limouxin             | Demi-d'ouverture | 194    |
| 2    | Frédéric Cermeno | France    | SM Pia XIII               | Ailier           | 182    |
| 3    | William Barthau  | France    | Saint-Estève XIII catalan | Demi de mêlée    | 130    |
| 4    | Lee Paterson     | Écosse    | RC Carpentras XIII        | demi d'ouverture | 126    |
| 5    | Jérémy Guiraud   | France    | AS Carcassonne XIII       | Arrière          | 124    |
| 6    |                  |           |                           |                  |        |
| 7    |                  |           |                           |                  |        |
| 8    |                  |           |                           |                  |        |
| 9    |                  |           |                           |                  |        |
| 10   |                  |           |                           |                  |        |

## Effectifs des équipes présentes
| Lézignan | Julian Bousquet Chris Beattie Cédric Bringuier Charly Clottes Tony Duggan Olivier Janzac Cédric Lacans Philippe Laurent Nicolas Munoz Pierre Nègre Nicolas Piquemal Damian Quinn (o) Florian Quintilla David Romero Franck Rovira Mickaël Tribillac James Wynne (m) | Pia           | John Boudebza Christophe Calegari Anthony Carrère (m) Frédéric Cermeno Mohamed Djalout Nabil Djalout Matthias Garrabé Jean-Hugues Genis Grégory Gimenez Maxime Grésèque (o) Guillaume Knecht Marc Janicot Unaloto Lamelangi Jared Taylor Webb Robert Worsley Neale Wyatt |
| Limoux   | Bastien Almarcha Mathieu Almarcha Thibault Braconnier Russell Bussian Grégory Delarose Maxime Herold Sam Key Adam Innes Jérôme Laffont Hervé Marrot Mathieu Mayans Mickaël Murcia Nicolas Piccolo Philip Ramage (o) (m) Arty Shead Sylvain Teixido Aaron Wood       | Saint-Gaudens | Fourcade Abasse Alexandre Bergougnan Jean-Christophe Borlin Yoan Camboulive Frédéric Chanfreau Yoan Clari Bouatou Coulibaly Olivier Denimal Thomas Ferjoux Nassim Kebdani Kevin Larroyer Jean-Luc Molina Cyril Moliner Andreï Olari Thibault Pechberty Teli Pelo Antoine Reveillon Olivier Saint-Agnan Benoît Saint-Germes Julien Sous Damien Trescasa Benjamin Viscay Rémi Vigneau Geoffrey Zava |